# John Donelson
John Donelson (* 1718 im Somerset County, Provinz Maryland; † 17. November 1785 in Kentucky) war ein britisch-amerikanischer Siedler im heutigen Tennessee, der die Stadt Nashville gründete.

## Leben
John Donelson, der Sohn des Seemanns und Kaufmanns John Donelson und seiner Ehefrau Catherine Davis, führte ab 1736, nach dem Tod des Vaters, dessen Geschäft in der Schiffbaubranche fort. 1743 übersiedelte er in die Nähe von Pastoria im Accomack County in der Kolonie Virginia. Von 1767 bis 1779 arbeitete er für das Pittsylvania County in Virginia als Landvermesser. Von 1769 bis 1774 war er Mitglied des Bürgerhauses von Virginia, des kolonialen Parlaments. Zudem wirkte er in den 1770er Jahren bei der Gewinnung von Eisen aus Eisenerz in Rocky Mount mit. In der Watauga Association aktiv, kämpfte er gegen Ende der Amerikanischen Revolution und darauf zu Anfang der Cherokee–American wars als Oberst ab 1775 gegen die Overhill Cherokee und erhob Anspruch auf Land in der Gegend am Cumberland River. Richard Henderson, der 1775 in der Region weite Landstriche aufgekauft hatte, beauftragte ihn und James Robertson mit der Besiedlung des Cumberland-River-Tals. Im Dezember 1779 verschiffte Donelson etwa 30 Familien von Fort Patrick Henry aus in das Tal. Bereits im Frühjahr 1779 hatte Donelson zusammen mit Robertson Fort Nashborough, das spätere Nashville, gegründet.
John Donelson heiratete 1744 Rachel Stockley (1730–1801), die Tochter des Landbesitzers Alexander Stockley, Mitglied des Bürgerhauses von Virginia. Das Paar bekam elf Kinder. Das zehnte Kind Rachel heiratete 1791 den späteren siebten US-Präsidenten Andrew Jackson. Sein Enkel Andrew Jackson Donelson wurde ein prominenter Politiker und Diplomat.

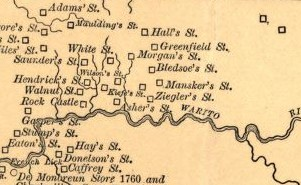
Zur Lage des Tatorts in der Nähe von Mansker’s Station (Bildmitte)

John Donelson wurde auf der Heimreise von Virginia nach Tennessee am Ufer des Barren River auf dem Weg zu Mansker’s Station erschossen.

## Gedenken
- Donelson, ein Stadtteil von Nashville, wurde nach John Donelson benannt.
- In der Nashviller Cleveland Hall werden Donelsons Tagebücher aufbewahrt.